# Caracal (pistolet)
Pour les articles homonymes, voir Caracal (homonymie).

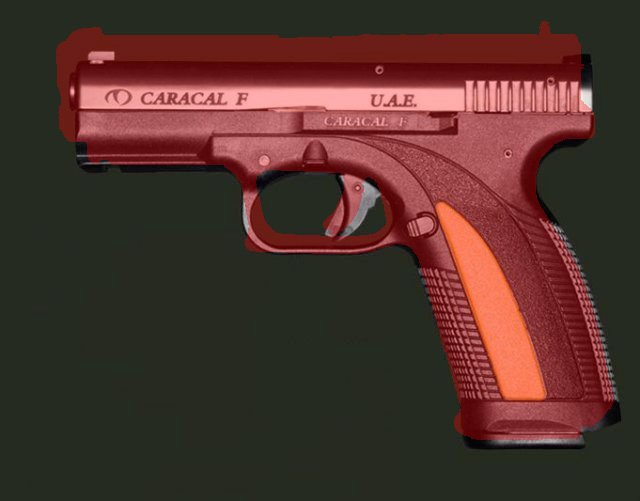
Pistolet Caracal F

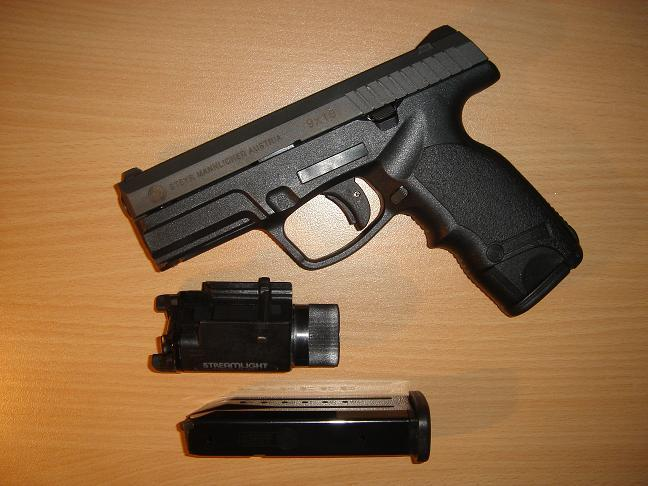
Pistolet Steyr M

Le Caracal est un pistolet semi-automatique.
Le Caracal a été présenté pour la première fois, lors du salon d'armement IDEX 2007 à Abou Dabi. Nouvellement arrivé sur un marché très compétitif, le pistolet Caracal est le premier pistolet fabriqué aux Émirats arabes unis.
Il a passé avec succès la certification du centre d'essais des forces armées fédérales de Meppen en Allemagne en mai 2006 en ce qui concerne les normes OTAN D14, les exigences techniques de la Police fédérale allemande et de la Bundeswehr. Ces tests sont les plus sévères jamais conçus pour une arme réglementaire.
Le pistolet Caracal a été créé et fabriqué par Caracal International LLC sous la direction de l'expert autrichien Wilhelm Bubits qui avait conçu le pistolet Steyr M. Il est exporté en Autriche, en Italie et aux États-Unis.
L'axe du canon des pistolets Caracal est positionné très bas sur la main comme on peut le voir ici par comparaison avec un des pistolets les plus populaires disponible sur le marché. Ceci rend le Caracal particulièrement confortable à tirer et permet une reprise de visée immédiate en tir rapide. En 2008 et 2009 sont commercialisées les versions C et SC.
Il est proposé en 9x19 mm OTAN, 9x21 mm IMI, .357 SIG et .40 Smith & Wesson.

## Le Caracal dans le Monde
Le pistolet Caracal a été adopté en 2007 par les forces armées et les forces de sécurité des Émirats arabes unis, la Garde nationale de Bahreïn. La Jordanie l'a adopté en avril 2008. L'Algérie a lancé une commission en novembre 2008 qui a abouti à  son adoption et à sa fabrication sous licence en 2011.

### Italie
Une démonstration a été organisée par Caracal International et Tanfoglio, en association avec la revue Armi e Munizione, au polygone de tir du Futura Club à Rome le 9 octobre 2009.
Les participants issus de la Police et des forces armées italiennes comprenaient des membres des NOCS, GIS, 17e Stormo Incursori, 9e Rgt Col Moschin, Polizia Penitenziaria, Guardia di Finanza, Gendarmerie du Vatican et représentants de l'ambassade américaine à Rome.

### France
Une présentation s'est tenue les 18 et 19 novembre 2009 lors du salon Milipol à Paris, au cours de laquelle les membres de la presse spécialisée et d'autres visiteurs ont pu tester 40 pistolets Caracal au stand de tir situé à Issy-les-Moulineaux.

### Algérie
Le PA de Tawazun est en cours de généralisation au sein de l’armée algérienne qui commença à équiper ses régiments à partir de début 2017. Il équipe déjà certaines unités de police, et de gendarmerie et des forces spéciales.
Le Caracal est produit en Algérie par l'ECMK près de la ville de Khenchela, il utilise une munition standard de 9x19mm et un chargeur d’une capacité de 18 balles.

## Données numériques (d'après le fabricant)
- Caracal F
  - Munitions : 9x19 mm /9x21 mm/.357 SIG /.40 S&W
  - Capacité : 18/18/16/16 coups
  - Canon : 104 mm
  - Dimensions :  178 x 135 x 28 mm
  - Masse : 750 g
- Caracal C
  - Munitions : 9x19 mm /9x21 mm
  - Capacité : 15/15/13/13 coups
  - Canon : 93 mm
  - Dimensions : 167 x 122  x 28 mm
  - Masse : 700 g
- Caracal SC
  - Munitions : 9x19 mm /9x21 mm/.357 SIG /.40 S&W
  - Capacité : 15/15/13/13 coups
  - Canon : 86 mm
  - Dimensions : 160 x 112  x 23,5 mm
  - Masse : 650 g